# Bassaris ida
Bassaris ida är en fjärilsart som beskrevs av Johann Dietrich Alfken 1899. Bassaris ida ingår i släktet Bassaris och familjen praktfjärilar. Inga underarter finns listade i Catalogue of Life.